# Baroko
Baroko je sedmi extended play slovenske rock skupine Siddharta, izdan leta 2009. Vsebuje štiri različice naslovne pesmi.

## Seznam pesmi
Vse pesmi je napisala Siddharta.
| Št.             | Naslov                        | Dolžina |
| --------------- | ----------------------------- | ------- |
| 1.              | „Baroko‟                      | 4:34    |
| 2.              | „Baroko‟ (simfonična verzija) | 4:06    |
| 3.              | „Baroko‟ (Angeltrap Mix)      | 3:52    |
| 4.              | „Baroko‟ (akustična verzija)  | 4:06    |
| Skupna dolžina: | Skupna dolžina:               | 16:38   |

## Zasedba

### Siddharta
- Tomi Meglič - vokal, kitara
- Primož Benko - kitara
- Boštjan Meglič - bobni
- Jani Hace - bas kitara
- Tomaž Okroglič Rous - klaviature in programiranje